# Pivovar Wolferstetter
Wolferstetter-Bräu je pivovar nacházející se v dolnobavorském městě Vilshofen an der Donau. Jde o jediný pivovar ve městě, jehož roční produkce činí 95 000 hektolitrů.

## Historie

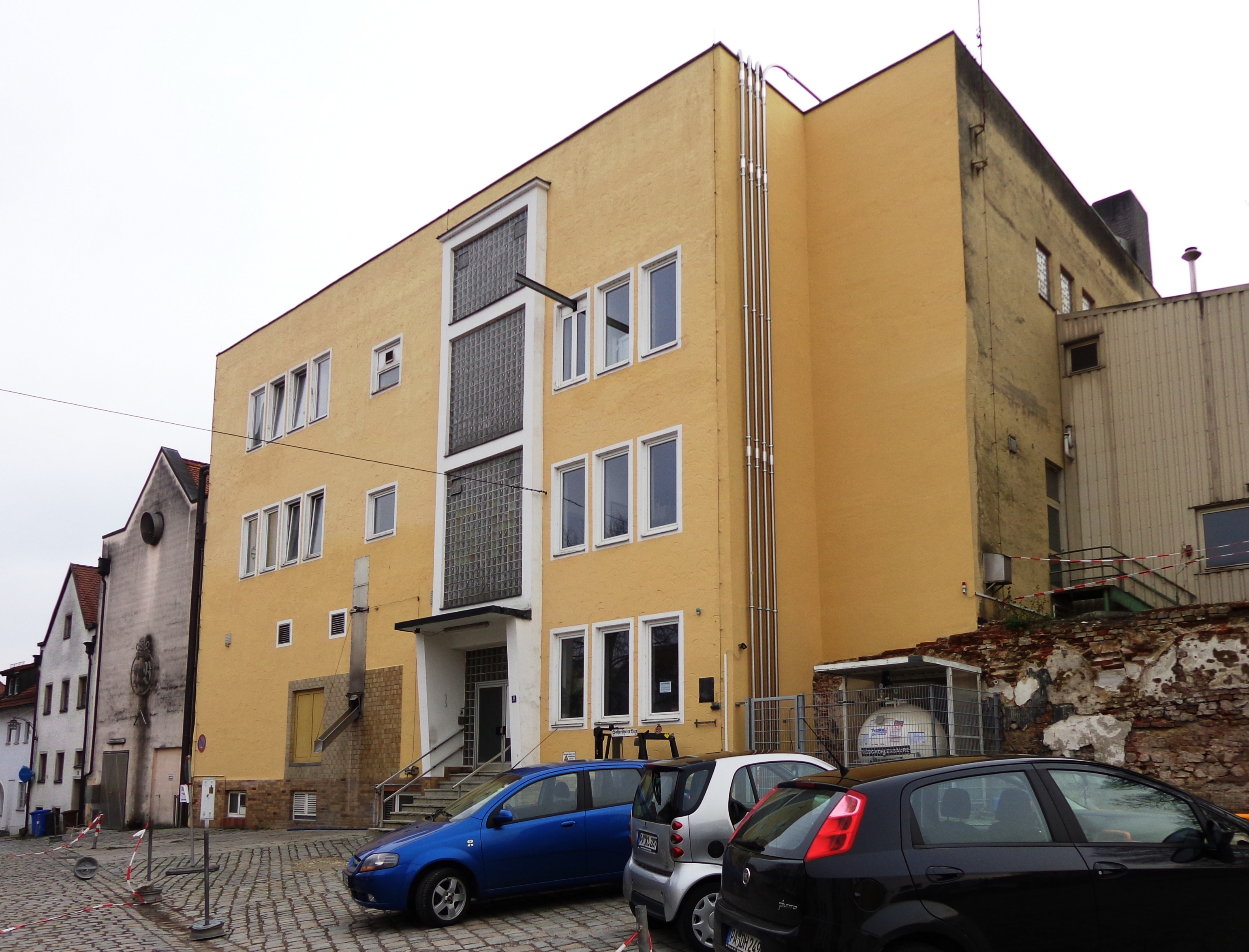
Budova pivovaru

V roce 1907 převzal Franz Wolferstetter jeden ze šesti pivovarů ve Vilshofenu, konkrétně Schreckinger-Bräu. Tento pivovar již předtím sloužil jako základna pro pivovar Groll, odkud pocházel vynálezce piva plzeňského typu Josef Groll. Wolferstetter-Bräu zahrnuje i historický Wolferstetter Keller, který je starý přibližně 200 let, a tradiční hostinec v nadzemní části. Wolferstetter-Bräu dodnes zůstává rodinným podnikem.

## Smluvní proces vaření piva
Od roku 2011 jsou veškerá pšeničná piva značek BayerWeizen a Lidwina pro Weißbräu Josef Bayer v Deggendorfu vyráběna ve skleněných lahvích. Tento proces následuje receptury a pivovarské postupy od společnosti Weißbräu Josef Bayer.
Sortiment zahrnuje následující druhy piv:
- Export Hefe Weizen
- Dunkles Weizen
- Leichtes Weizen
- Edel Hell
- Festbier
- Lager
- Josef Groll Pils
- Urtyp Export Hell
- Hopfen Leicht
- Radler
- Weizen Fit
- Hell Alkoholfrei
- Bock
- Weizen Bock
- Dunkel.

Všechna tato piva jsou dostupná pouze ve skleněných lahvích s korunkovým uzávěrem.